# Rhytiphora subregularis
Rhytiphora subregularis är en skalbaggsart som beskrevs av Stefan von Breuning 1973. Rhytiphora subregularis ingår i släktet Rhytiphora och familjen långhorningar. Inga underarter finns listade i Catalogue of Life.